# Den matek

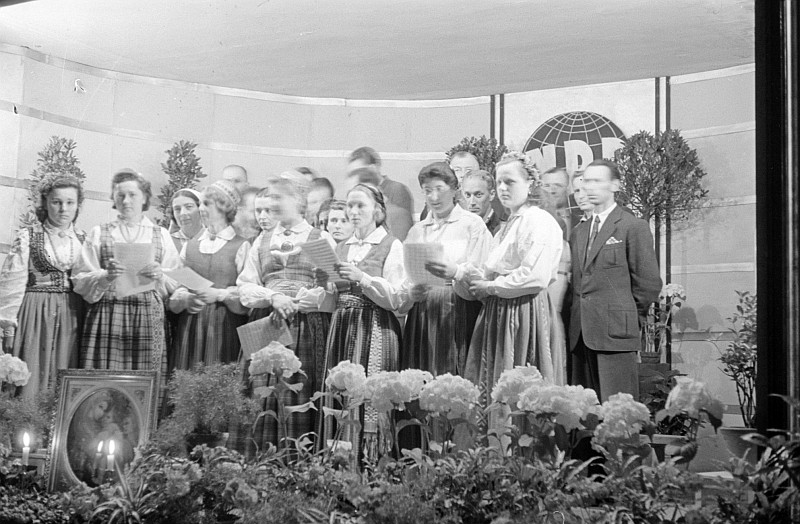
Den matek v Německu, 1946

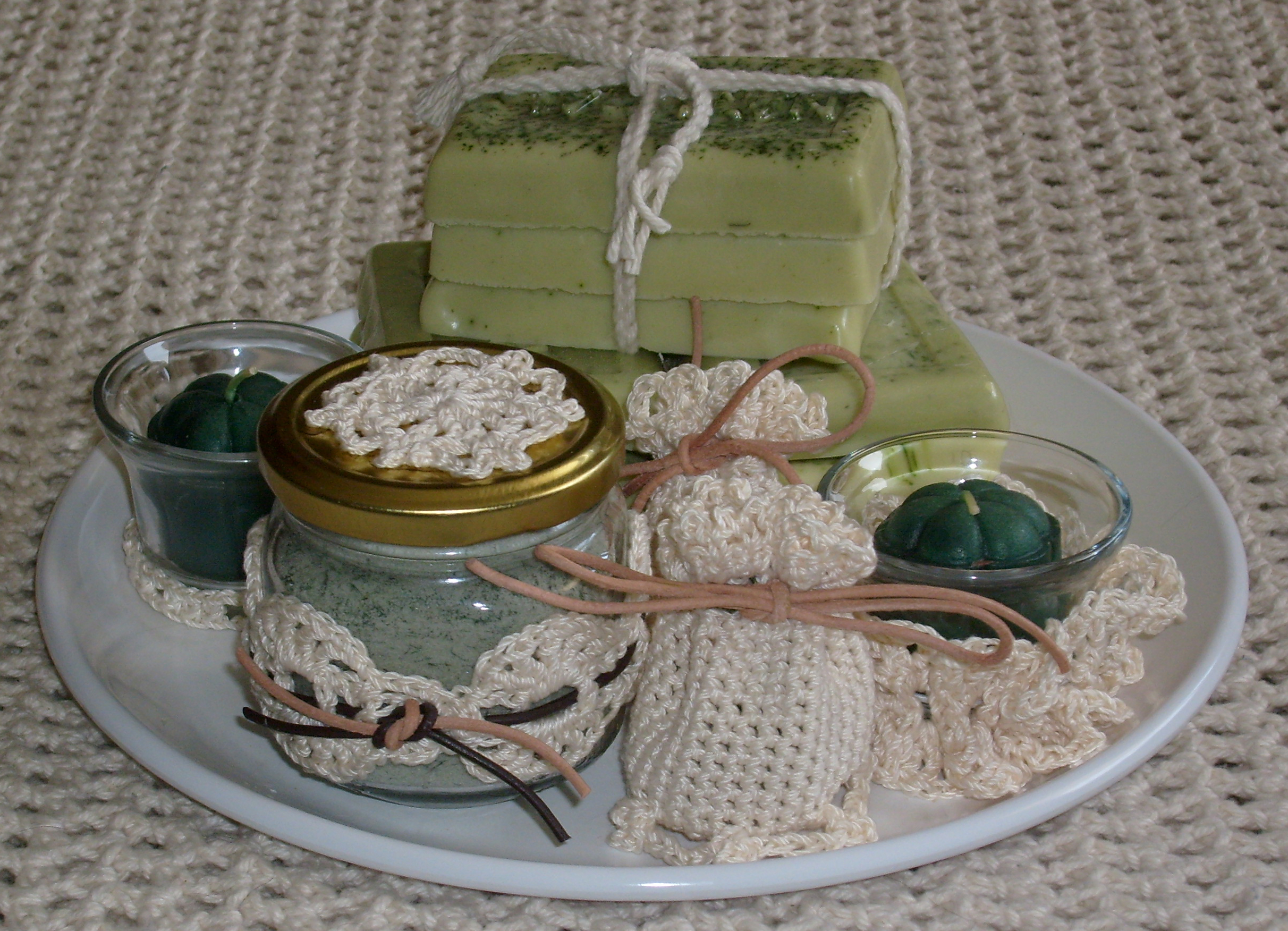
Ručně vyrobené dárky pro maminku

Den matek je den, kdy se vzdává pocta matkám a mateřství. Slaví se v různé dny na mnoha místech po celém světě, vychází z různých tradic, např. jinak ve Velké Británii (čtvrtou postní neděli), jinak v arabských zemích (21. březen) a mnoho dalších. V Česku se slaví (podle amerického vzoru) druhou květnovou neděli. V tento den dávají děti svým matkám květiny nebo jiné dárky, většinou vlastnoručně vyrobené.
Obdobou je Den otců, který se slaví vždy třetí neděli v červnu.

## Historie
Obdobné svátky po celém světě existovaly už dávno v historii, např. ve starověkém Řecku se slavil svátek plodnosti a matek, spojený s uctíváním pohanské bohyně Rhey = Kybelé, matky bohů.
V 16. století se v Anglii oslavoval svátek matek pod názvem Mateřská neděle (nebo Neděle matek) a připadal na postní dobu před Velikonocemi. Mnoho chudých lidí tehdy sloužilo v bohatých domácnostech daleko od domova a nemohlo trávit čas se svými matkami. Proto sloužící dostávali na tento den volno, aby se mohli vrátit domů nebo navštívit kostel ve svém rodném městě, kde žily jejich matky a další příbuzní.
Myšlenka mezinárodních a pravidelných oslav tohoto svátku vznikla roku 1907 na počest Anny Reeves Jarvisové, která bojovala za práva matek. Poprvé byl veřejně slaven o rok později. V roce 1914 vyhlásil tehdejší prezident USA Woodrow Wilson první oficiální oslavu Dne matek coby celonárodního svátku, konající se druhou květnovou neděli.
V Československu se začal slavit tento den v roce 1923. Jeho propagátorkou byla Alice Masaryková. Po druhé světové válce byl postupně zatlačován do pozadí oslavami Mezinárodního dne žen (slaveného vždy 8. března), ale i přesto se dál v některých rodinách připomínal. Po roce 1989 se opět začal slavit veřejně. MDŽ se ale zachovává také, podobně, jako v jiných zemích. V některých zemích se oba svátky sloučily.